# Køge Bugt-banen
Køge Bugt-banen er en betegnelse for S-banen, der går fra København til Køge. Hovedparten af strækningen løber 1-2 km fra Køge Bugt.
Banen er den yngste af de seks radiale S-banestrækninger, der udgår fra København, og den eneste af dem, der oprindeligt er bygget som S-bane. Første etape fra København H til Vallensbæk blev indviet 1. oktober 1972, anden etape fra Vallensbæk til Hundige fulgte 26. september 1976, tredje etape fra Hundige til Solrød Strand 30. september 1979 og fjerde og sidste etape fra Solrød Strand til Køge 25. september 1983. Alle fire etaper blev indviet af Dronning Margrethe 2.
Indtil 2011 var afgreningen fra det øvrige S-banenet ved København H lidt speciel. Mod Køge benyttedes således Høje Taastrup-banens spor mod Høje Taastrup fra København H til den tekniske station Skelbæk beliggende mellem Dybbølsbro og Enghave. I dag er der etableret et ekstra spor fra København H til Skelbæk, det såkaldte 6. hovedspor. De to spor til Skelbæk kan benyttes valgfrit, uanset om et givent tog skal videre ad Køge Bugt-banen eller Høje Taastrup-banen.
Den modsatte vej havde og har Køge Bugt-banen sit eget spor hele vejen ind til København H, parallelt med Høje Taastrup-banens.

## Historie
Helt fra 1948 havde der været lovgrundlag for ekspropriation af arealer til en S-bane langs Køge Bugt til Solrød Strand - og den faktiske ekspropriation blev igangsat i 1951, men det foregik meget langsomt, da DSB klart havde undervurderet prisen. Totalt opererede man med et budget på 3 millioner for hele strækningen, men alene arealerne i Københavns og Hvidovre Kommuner slugte mere end det samlede budget. Man antog, at man kunne påbegynde første etape til det sydlige Hvidovre i 1956, men det var først ved anlægslovens vedtagelse i 1961 om både Køge Bugt-, Hareskov- og Lundtoftebanen, at der blev givet grønt lys til at påbegynde selve anlægsarbejderne. Herefter begyndte det omfattende arbejde, og de første dæmninger og broer skød i vejret - det blev kompliceret af, at der allerede fandtes talrige skæringer med stier og veje, som krævede enten bro- eller viaduktanlæg. Resultatet blev, at man måtte anlægge næsten hele den 14 km lange strækning til Vallensbæk på dæmninger; alternativet med at grave banen ned var heller ikke en mulighed, da grundvandspejlet står højt på det meste af strækningen. I 1963 fandt man ud af, at en del af de projekterede broanlæg havde en for lille spændvidde til den stigende vejtrafik, hvorfor det blev nødvendigt med supplerende besigtigelsesforretninger og nye ekspropriationer. I alt blev der opført 40 broer og stort antal gang- og perrontunneller.
I anlægsloven af 1961 var der ingen prioritet mellem de tre S-baner, og derfor satte DSB alt ind på at få udvidet Taastrup-banen først, fordi man dér havde store kapacitetsproblemer på fjerntrafiksporene - det gjorde heller ikke arbejdet med den nye Køge Bugt-bane hurtigere. Det var først i 1965, da trafikministeren gav Køge Bugt-banen førsteprioritet, at der for alvor kom gang i arbejderne. Det var hensigten at gennemføre strækningen til Åmarken som første etape, og så fortsætte til Vallensbæk - baseret på, hvor der på daværende tidspunkt boede flest mennesker. Det blev dog hurtigt ændret til, at første etape skulle gå helt til Vallensbæk - med en forventelig åbning i 1970/1971 forudsat, at de nødvendige midler blev tilført.
Banen til Vallensbæk blev åbnet 4. september 1972, og efter diverse prøvekørsler kunne dronning Margrethe 2. officielt indvie banen den 30. september 1972 i et flagsmykket S-tog af nyeste levering fra København H til Vallensbæk. På hver eneste af de otte nye stationer på strækningen blev indvielsestoget modtaget med velkomsttale af den lokale borgmester, som så fik en svartale fra DSB's generaldirektør Povl Hjelt. Efter ankomsten til Vallensbæk erklærede dronningen banen for åben, hvorefter der var en to timers frokost på Egholmskolen i Vallensbæk. Resten af dagen var der gratis kørsel mellem København H og Vallensbæk, og dagen efter - den 1. oktober 1972 - begyndte den ordinære drift.
Længden af S-banen var nu forøget med 14,1 km.

### Strækningen Dybbølsbro - Vallensbæk (1. etape)
I retning mod Vallensbæk benyttede Køge Bugt-banens tog sporet mod Valby, og ved den tekniske station Skelbæk (efter tunnelen under rundkørslen foran Dybbølsbroen) deler sporet sig så. Den gamle Dybbølsbro fra 1899, som forbandt Ingerslevsgade med havnen ved Kalvebod Brygge blev spærret for al biltrafik pga. nedstyrtningsfare den 2. juni 1979, og efter langs tid uklarheder blev det i 1985 besluttet at erstatte broen med en ny. Først i 1994 påbegyndtes opførelsen af ny 18 meter bred dobbelt vejbro ved siden af stibroen (som var opført i 1985), og denne kunne så derefter anvendes som perronbro for en ny Dybbølsbro station, der tilmed kunne udstyres med en bredere perron og en elevator. I starten var der kun elevator til det udadgående spor, men da den nye perron for tog mod København H var klar i 1998, blev der også etableret elevator her. Den gamle ekspeditionsbygning fra 1934 blev også revet ned, og erstattet med billetautomater. Den nye vejbro (over til Fisketorvets Shopping Center) blev indviet den 8. oktober 1996. Sideløbende blev der foretaget en reduktion af depotsporområdet mellem København H og Dybbølsbro - og dermed blev der skabt plads til det 6. spor (ekstraspor) fra København H til Skelbæk med dobbelte transversaler, som muliggør, at de to udadgående spor kan benyttes valgfrit. Dette blev ibrugtaget i 2011.
Efter Skelbæk føres Køge Buget-banens dobbeltspor over en bro over fjernbanens hovedspor mod Valby samt nogle opstillingsspor for fjerntrafikken. Det indadgående spor til Køge-Bugt banen måtte senere flyttes lidt mod vest for at give plads til anlægsarbejderne til Lufthavnsbanen.
Alle stationsanlæggene på banes 1. etape er stort set ens i byggestilen, og netop fordi der var tale om en helt ny strækning, var det muligt prøve et nyt, ensartet design-program med ø-perroner, som skulle få passagererne til at føle sig hjemme uanset hvilken station, man stod på. Der blev lagt vægt på ensartethed, lave byggeomkostninger, fleksibilitet for bygningernes funktion og anvendelse, og sidst, men ikke mindst, lave vedligeholdelsesomkostninger.
Første holdested ved den sydlige ende af Enghavevej er Sydhavn (km 2,9), der er placeret på hele tre broer: En bro hvert spor, og en bro, som bærer ø-perronen; ekspeditionsbygningen ligger på banens nordside. Da højdeforskellen mellem tunnelgulv og perron er over 5 meter, blev der også etableret rullende trapper i opadgående retning. Næste station er Sjælør (km 3,8) ved Sjælør Boulevard, og stationen ligner Sydhavn. Der er et rimelig godt passagerunderlag med hele Musikbyen (kvarteret omkring Mozarts Plads), ligesom der mod nordvest er både tæt bebyggelse med villaer og etageejendomme.
Hernæst nåes Ny Ellebjerg (km 4,4), som også siden 2007 tjener som endestation for Ringbanen (mod Flintholm, Nørrebro og Hellerup). Oprindeligt var Ny Ellebjerg udover S-bane station planlagt med perroner til Øresundstoget mellem Roskilde og Kastrup, men DSB indstillede trafikken med disse tog i januar 2005, hvorefter Trafikministeriet bad om Banedanmark om at undlade at etablere fjerntogsperroner - det er dog stadig muligt at etablere disse på et senere tidspunkt. Adgangen til stationen sker primært fra nord fra Carl Jacobsens Vej ved Ringbanens lavere perron. Den oprindelige Ellebjerg station lå 500 meter længere ude af linjen mod Ellebjergvej, men blev nedlagt i forbindelse med Ny Ellebjergs opførelse.
Åmarken (km 6,3) er teknisk set en transversal station med transversaler i begge ender, og sporene i den nordlige ende langs Gammel Køge Landevej ligger med ca. 25 meters mellemrum for at kunne muliggøre en evt. fremtidig udfletning mod Avedøre Holme - denne er dog aldrig blevet hverken projiceret, eller anlagt. Igen ligner ekspeditionsbygningen de forudgående, dog ligger bygning på tværs på vestsiden med adgang fra Gammel Køge Landevej. Parkeringspladsen er på østsiden. Der var kun salg af lokale billetter og kioskvarer. Salget i kiosken ophørte den 31. marts 1995.
Næste holdested er Friheden (km 7,8), hvor der i umiddelbar tilknytning til busholdepladsen foran ekspeditionsbygningen ud mod Gammel Køge Landevej blev etableret en langtidsparkeringsplads med plads til 160 biler. En del af disse er senere omlagt til lastbilparkering, og er med til at give stationen et kedeligt præg. Af samme grund blev stationen udpeget til at være med i det ombygningsarbejde, som blev lanceret i 1997 under navnet "terminalsamarbejdet", som bestod af HT (i dag Movia), DSB og Banestyrelsen. I 2001 gennemgik området en totalrenovering og større ombygning, hvor facaden på ekspeditionsbygningens facader blev glas og stål, ligesom trapper, gangtunnel og perron blev sat i stand. Der blev også opsat en pavillon med chaufførfaciliteter og fornyede busholdepladser. Først i 2005 blev billetsalget ændret til det nye koncept "Kort & Godt", hvorved man omsider indførte salg af DSB billetter til hele landet. Området omkring Gammel Køge Landevej var stort fuldt udbygget inden, at banen åbnede, men der var dog nogle grunde mod syd ud mod kysten, som stadig ventede med at blive bebyggede.
Avedøre station (km 9,6) ligner Åmarken og Friheden - og Glostrup Kommune planlagde sidst i 1960'erne et stort byggeri omkring den kommende S-bane-station - en hel S-togs-by på 8.000 indbyggere. Det mest markante her er Avedøre Stationscenter, som er en stor betonblok i 5 etager med butikker og boliger på nordsiden af banen. Mod syd ligger store parcelhuskvarterer, som blev opført i årene omkring eller lige efter S-banes åbning i 1972. Efter Avedøre sænkes banen over fæstningskanalen, da blev taget hensyn til den fremtidige Amagermotorvej over Avedøre Holme. Banes tracé blev sænket så langt som to meter ned i terrænet, men da motorvejen skulle anlægges, viste det sig at være en dårlig idé bl.a. pga. støj, og i 1978 måtte man hæve banen på en mere end 500 meter lang strækning. Operationen var et stykke ingeniørkunst - for banen blev løftet med 9 cm pr. nat i et spor ad gangen, og på selve brostedet over Amagermotorvejen blev sporet løftet op på en midlertidig stålkonstruktion båret af stålpæle på hver side af dobbeltsporet. De to tunnelrør til motorvejen på hver 22 meter blev derefter skubbet igennem banedæmningen, der så blev fyldt op. Køreledningerne blev løftet for hver ½ meters baneløft først på de eksisterende master og senere på nye højere master rejst mellem de eksisterende. Hele operationen foregik i nattetimerne uden at forstyrre S-togs-passagererne.
Brøndby Strand (km 11,9) havde i lighed med Friheden en busholdeplads og parkeringsplads, ligesom der også senere blev bygget et butikscenter. Selve Brøndby Strand er yderst velplanlagt med parcelhuse syd for banen og en strandpark med opfyldte øer med både lystbådehavne og hvidt sand, så det næsten lignede en kopi af Bellevues badestrand i 1930´erne. Området nord for banen domineres af almennyttigt boligbyggeri med både lave byggerier og 12 store højhuse langs en stor bred esplanade med rekreative områder. Disse højhuse er senere blevet genstand for diskussion om nedrivning efter, at man har fundet det sundhedsskadelige stof PCB - foreløbig skal de fem østlige højhuse rives ned frem mod 2023.
Herefter passerer banen Vallensbæk Torvevej for kort efter at nå Vallensbæk station (km 14,1). Her ved den første midlertidige endestation ankommer man til en typisk parcelhus-kommune. Stationen er anlagt som en almindelig mellemstation med ø-perron uden depotspor, og man klarede sig derfor med et par transversaler. De fremtidige strækningsspor mod Hundige blev brugt som depot- og opstillingsspor. Fra et trappehus på perronen er der adgang til en gangtunnel under banen; mod syd blev ekspeditionsbygningen placeret (i lighed med de andre stationer på strækningen, bare en anelse større). Der blev anlagt en stor busholdeplads, da stationen skulle fungere som overgang til alle buslinjerne i Køge Bugt-området, ligesom man også anlagde en større parkeringsplads - der dog meget hurtigt viste sig at være for lille. Der var nemlig mange bilister, som foretrak at køre til Vallensbæk og parkere og tage S-toget ind mod byen i stedet for at køre i kø ind ad Gammel Køge Landevej. Hurtigt fik man indrettet endnu en parkeringsplads, men manglen på parkeringspladser ved banens stationer skulle vise sig at blive et tilbagevendende problem.
Det omfattende net af busliner, som gik til hhv. Vallensbæk og Brøndby Strand var med at skabe et stort trafikunderlag. Da Hundige station i 1976 overtog Vallensbæks funktion som busterminal, svandt bustrafikken kraftigt ind.

### Strækningen Vallensbæk - Hundige (2. etape)
Længere sydpå var der også godt gang i væksten af bebyggelse og udstykninger, og især omkring Ishøj og Hundige var man langt fremme med nye centerplaner. Derfor vedtog Folketinget allerede i sommeren 1972 (før åbningen af banen til Vallensbæk), at banen skulle videreføres mod Køge, ligesom det pålagdes DSB at udbygge banen til Hundige i 1976 - man skulle altså bygge yderligere 4,5 km ny S-bane på godt fire år samtidig med, at elektrificeringen af Hareskovbanen også fuldførtes. Anlægsarbejderne blev påbegyndt i april 1973 omtrent samtidig med, at oliekrisen fik regeringen til at indføre et 1-års anlægsstop. DSB fik imidlertid dispensation, og byggeriet fortsatte. Banen blev ført ca. 500 meter længere ind i landet end man oprindelig have planlagt tilbage i 1950´erne bl.a. for at komme tættere på den nye centerdannelse i Hundige. Der blev bygget 18 broanlæg på de 4,5 km banestrækning.
Den 19. juni 1975 var strækningen klar til prøvekørsler, og indvielsestoget - igen med dronning Margrethe ombord - kørte lørdag den 25. september 1976. Langs strækningen og på de to nye stationer vidnede en tusindtallig menneskeskare om, at S-banens nye opland virkelig var Danmarks kraftigst ekspanderende boligområde.
På holdestedet Ishøj (km 16,4) ønskede man at holde både spor og støjen så langt væk som muligt fra den opførte boligbebyggelse, hvorfor man etablerede sideperroner, der også gjorde arealindgrebet mindre end ved anlæggelse af en ø-perron, som man havde gjort det på alle de øvrige stationer. Perronerne er bygget ind i banedæmningen, og ekspeditionsbygningen blev placeret i gadeplan mod øst, ligesom man etablerede både p-pladser og en busholdeplads. i 1977 åbnede så Ishøj Bycenter vest for banen, og i 2004 undergik Ishøj Bycenter en gennemgribende modernisering og udvidelse, hvor centret blev sammenbygget med S-bane stationen, hvorved der blev skabt direkte gennemgang til centret. Den gamle station fra 1976 blev således erstattet med en pæn lys og venlig glas-/stålbygning.
Mellem Ishøj og Hundige var der allerede i 1966 sikret et ca. 70.000 m² stort areal til anlæg af et fremtidigt S-togsdepot. Behovet herfor forventedes i 1976 først at være til stede 10 år ude i fremtiden, men af hensyn til planerne om et depot blev sporene anlagt med op til 120 meters mellemrum for at give plads. Depotet (i mindre skala) blev dog først anlagt i 2001 (og ikke i 1980´erne som forventet). Depotet med tilhørende servicecenter til servicering af de ca. 50 togsæt, som trafikerede Køge Bugt-banen, blev bygget af Hoffmann A/S. Derved sparede DSB 93.000 km i tomkørsel om året ved at undgå at togsættene ellers skulle serviceres på værkstedet i Taastrup.
Hundige (km 18,7) ville blive et hovedcenter for Køge Bugt-regionen, når banen skulle videreføres mod Køge, og derfor måtte stationen udstyres dels som endestation for lokale S-tog, dels som overgangsstation for de regionale S-tog til/fra Køge. Stationen blev derfor udformet med to ø-perroner med i alt fire perronspor, hvoraf kun de tre blev taget i brug indtil, at banen blev videreført. Hertil kom fire depotspor med rengøringsfaciliteter nord for perronerne for hensætning af togstammer i nattetimerne, ligesom der blev etableret et vendespor i sydenden. Det tilknyttede busområde, som Greve Kommune betalte overdækningen af, ligger ved siden af stationen, og er ret omfattende. Efter en større ombygning i 1998 blev en ny busterminal taget i brug, der også forbedrede omstigningen mellem bus og tog, hvor rejsende fra København nu kan stige ud på begge sider af toget og ikke behøver at gå igennem stationsbygningen for komme hen til stoppestederne. Derudover opførte man en gangbro i den nordlige ende af stationen med trapper til alle tre perroner.

### Strækningen Hundige - Solrød Strand (3. etape)
Anlægsarbejderne fortsatte straks efter, at banen var nået til Hundige mod Solrød Strand, og da trafikken til Hundige påbegyndtes, var sporlægningen allerede nået til Greve, og i 1977 var både jord-, bro- og sporarbejder samt fundamenterne til køreledningsmasterne fuldført. På de knap 11 km skulle man passere tre moser, som krævede en del opfyldning. I alt blev der tilført ca. 500.000 m³ fyld svarende til ca. 50 m³ jordarbejde pr. meter bane - det svarer til ca. 45.500 lastbilvognladninger! Igen var man på grund af det høje grundvandsspejl og de skærende veje nødt til at anlægge hele banen på dæmninger - ofte i 4-5 meters højde. Her blev der udført 32 broanlæg, heraf 18 stitunneller.
Første holdested på 3. etape er Greve (km 21,8) og for at efterleve Bygningsprojektets målsætninger om, at anlæggene skal indgå som naturlige led i byernes liv og funktion, er dæmningen her (og i Karlslunde) gennembrudt af en 21 meter bred åbning med to broer, hvorimellem en trappe og elevator fører op til ø-perronen. Normalt på S-banen opererer man med en 6 meter bred perrontunnel eventuelt suppleret med en 3 meter bred cykelsti-tunnel, men her i Greve er de brede åbninger udført direkte i forlængelse af de eksisterende stisystemer, og dermed får stationen en samlende funktion i stedet for at skære byen over i to. For at få det hele til at fungere så praktisk som muligt, er busholdepladserne placeret så nær perronadgangene som muligt, ligesom gangarealerne i videst muligt omfang er overdækkede for at øge komforten for passagererne. Perronen er overdækket i sin fulde længde.
Efter krydsningen af Mosede Landevej nåes Karlslunde (km 24,2). Stationen er opført på samme måde som i Greve, dog med den tilføjelse, at der her er en dobbelt transversal mellem hovedsporene. I området omkring Karlslunde var der i modsætning til de øvrige stationer endnu ikke sket en udpræget boligbebyggelse, og selv 30 år efter åbningen, er der stadig ubebyggede arealer nord for stationen. Lidt efter Karlslunde station gennemløber Køge Bugt-banen sit eneste skovområde - Trylleskoven. Her var der planlagt et holdested ved km 27,8 med sideliggende perroner, men i stedet bevarede Kommunen de rekreative områder, og holdestedet er aldrig blevet bygget.
Solrød Strand station (km 29,3) fungerede som endestation helt frem til 1983, og syd for stationen findes fire depotspor, hvoraf de to yderste senere er blevet til de to hovedspor mod Køge. Stationen er bygget efter samme principper som Greve og Karlslunde, dog er trafikpladsen foran ikke overdækket. Adgangen til ø-perronen sker i midten under et bredt sadeltag - et tag, som i 2004 blev revet ned (efter længere tids utætheder), og erstattet af en aflang ventesal i glas, der omgiver trappeopgang og elevator.
Strækningen mellem Hundige og Solrød Strand blev officielt indviet den 29. september 1979, og traditionen tro foretog Dronning Margrethe II den højtidelige indvielse. Indvielsestoget var et af de nye regionale S-tog litra MC, som allerede i løbet af sommeren havde været anvendt som prøvetog. De regionale S-tog litra MC var udtænkt som regionale S-tog til de efterhånden meget lange strækninger med højere komfort, bedre lydisolering og frem for alt mere energieffektive. Litra MC blev senere udelukkende anvendt på S-togslinje B mellem Høje Taastrup og Farum - og blev relativt hurtigt sendt til skrot pga. rustskader.

### Strækningen Solrød Strand - Køge (4. etape)
Allerede mens, at jord- og broarbejderne til 3. etage var i gang, var DSB langt fremme med forberedelserne til 4. etape, eftersom både projektering og planlægning var igangsat for de sidste 10 km. Specielt de sidste 4 km indtil Køge gav anledning til meget store anlægsarbejder, og jo nærmere man kom på Køge, des større udfordringer mødte man. Tilbage i 1963 ved den første planlægningen var idéen, at banen efter Jersie Mose skulle løbe vest for og parallelt med Københavnsvej for efter en ny station med Ølsemagle at dreje let mod sydøst og følges med den eksisterende Roskilde-Køge-Næstved banen på dennes østside. Men allerede i 1970 havde de hurtigt voksende villakvarterer overhalet planlægningen, og man var bange nervøse for, at S-banen ville opdele området i enklaver. Derfor nedsatte man et teknikerudvalg i 1971 i Køge Kommune, som skulle vurdere den tidligere vedtagne linjeføring.
Problembarnet var den hidtidige station i Køge, hvor Køge Kommune krævede, at S-banen skulle have sine perroner på vestsiden af fjerntrafiksporene, og dermed ligge på "by-siden", og ikke på "havnesiden". Dette krævede en skæring mellem Roskilde-Køge banen og den nye S-bane, og det mest oplagte sted at foretage en sådan skæring var i Ølby. I 1973 skitserede teknikerudvalget i sin første rapport, at en mere vestlig linjeføring med niveaufri skæring mellem S-banen og Roskilde-Køge banen var det bedste alternativ, og det blev Roskilde Amt, Køge Kommune og DSB så endeligt enige om i 1975. Resultatet heraf er, at S-banen over en ca. 4 km lang strækning rykkede mod vest, og at Roskilde-Køge banen også forlagdes mod vest under Køge Bugt-/Vestmotorvejen og Københavnsvej. Sydøst for motorvejen skulle S-banens dobbeltspor så føres hen over Roskilde-Køge banen, hvorved den enkeltsporede Roskilde-Køge bane derved kom til at ligge på østsiden af S-togssporene. Samtidig opgav man planerne om Ølsemagle station og erstattede dem med planerne om en ny station navngivet efter landsbyen Ølby, som lå ca. 2 km længere mod vest.
Også i Køge By var der knas med den oprindelige plan på grund af den eksisterende bebyggelse, hvorfor man undersøgte, om man kunne placere en ny station vest for Køge, men det viste sig både dyrere og mere problematisk end indføringen af S-banen til den gamle station, ligesom det ville give en ringere betjening af bycentret. Konklusionen blev, at S-banen fra underføringen ved Københavnsvej og frem til Køge station skulle løbe parallelt vest for Roskilde-banen, og da der ikke var plads til de to nye S-bane spor, måtte Roskilde-banens spor rykke mod øst for at give den fornødne plads - en plads, der igen var optaget, og derfor måtte ca. 20 parcelhuse eksproprieres og rives ned.
I modsætning til alle andre byer langs S-banen, hvor den blev modtaget med begejstring, var der i Køge opstået en protestbevægelse med det lidt selvmodsigende navn "Køge S-banekomité", som argumenterede for en lokal folkeafstemning om, hvorvidt banen skulle ende i Ølby (som var deres ønske) eller føres helt ind til Køge by. Komitéen fik indsamlet 5.000 underskrifter som støtte til kravet om en lokal folkeafstemning, men Køge Kommune stod fast og afstemningen blev ikke til noget.
Første holdested efter Solrød Strand er Jersie (km 30,8). Stationen ligner funktions- og designmæssigt stationerne i Greve og Karlslunde. En overgang var holdestedet i farezonen, da passagerunderlaget på det tidspunkt var begrænset, men man endte alligevel med at opføre sideperroner (som i Ishøj) forsynet med trapper og elevator. Ekspeditionsbygningen blev etableret i gadeplan.
I Ølsemagle, hvor man oprindeligt planlagde en station, er der i stedet opført en såkaldt togfølgestation (km 33,0), hvor et par fjernstyrede transversaler tillader overgang til venstrekørsel. Der blev ved banens linjeføring også taget hensyn til, at der i regionsplanen (efter 1990) potentielt kunne anlægges en egentlig station, hvorfra man også potentielt kunne afgrene en bane mod Køge Vest. Noget, som aldrig er blevet til virkelighed.
Herefter nås den nye Køge Nord station (km 35,3), som er reelt er opført som to separate stationer på hver side af Vest-/Køge Bugt motorvejen - fjerntogssporene mod hhv. Ringsted og København H er på den vestlige side, og S-tog perronerne er ved den eksisterende S-bane på den østlige side. En rørformet gangbro på hele 225 meter tværs over motorvejens 8 vejbaner forbinder de to stationsanlæg. Stationen åbnede den 1. juni 2019.
Kun 1 km senere ligger holdestedet Ølby (km 36,3), der betjener en række større boligbebyggelser og Køge Sygehus. Oprindeligt bestod stationen af en fritliggende ekspeditionsbygning i gadeplan, hvorfra der under en perronbro via trapper mellem sporene er adgang til en højtliggende overdækket ø-perron. Oprindelig standsede regionaltogene mellem Køge og Roskilde ikke i Ølby, men allerede ved etableringen af stationen blev der taget hensyn til en senere perron for regionaltogene, hvilket skete pr. 27. september 1992. I år 2000 var den kun 17 år gamle ekspeditionsbygning så hårdt medtaget af skimmelsvamp, at den måtte rives ned, og billetsalget flyttedes over i en skurvogn. Den nye og mere tidssvarende ekspeditionsbygning kunne tages i brug den 18. januar 2002. Den nye bygning er mere lys og luftig end den gamle - bl.a. ved at loftshøjden er øget fra 2,4 meter til 3,5 meter, ligesom det traditionelle flade tag fra 1970´erne blev erstattet af en bygning med taghældning og søjler.
Ombygningen af Køge station (km 39,0) var så omfattende, at der reelt var tale om en nybygning - for da det hele for færdigt, var der næppe et sporskifte og en bygning, som lå det samme sted som før. Hele stationsarealet blev sideforskudt med op til 25 meter, hvorved der på vestsiden - uden væsentlige indgreb i den gamle bykerne - af sporene blev plads til en ny busterminal og en gennemgående gade i tilknytning til stationen. hvilket igen var med til at give forbedringer for bykernens trafik. På østsiden måtte det lukkede svineslagteri nedrives, da forskydningen betød, at de eksisterende perroner, perronspor, godsdepotspor og læssevejsspor måtte erstattes med nye perronanlæg længere mod øst og af godsdepotspor længere mod nord.
Der blev udformet forskellige forslag til udformningen af stationen, men enden blev, at der blev opført en fælles terminalbygning for både DSB og HT (i dag Movia). Denne blev placeret syd for busholdepladsen og vestsiden af den nye gade, Adgangen til perronerne krævede så, at man krydsede gaden i niveau eller brugte perrontunnelerne, der var ført under gaden. Oprindeligt havde DSB skitseret bygningen efter "Plan-90"-konceptet med en præfabrikeret, sort-malet terminalbygning i henhold til Bygningsprojektet, men Køge Kommune var meget betænkelige med at placere en bygning med fladt tag for enden af Jernbanegade. Den ville med sit landsdækkende DSB-præg stride mod det bygningsmiljø og -rum, som Køge Kommune med hård hånd ellers havde bestræbt sig på at bevare i bykernen. Efter at sagen havde været helt til tops i DSB generaldirektorat, blev man enige om en terminalbygning med et tag med 40 graders hældning belagt med røde tegl.
Da den gamle stationsbygning skulle rives ned tidligt i byggeforløbet, opførtes den nye terminalbygning som noget af det første, og den blev ibrugtaget allerede i august 1980, og i november 1981 var den "ikke S-togs-mæssige" del af den nye station stort set færdig, og arbejdet blev herefter koncentreret omkring S-togsperronerne. Fra det vestre S-togsspor (sideliggende perroner) er der bekvem adgang til busterminalen, mens den østre S-togsperron er fælles med regionaltogenes perron mod Roskilde hhv. Næstved vekslende med myldretiderne - og mod syd på en sideliggende perron er der omstigning med Østbanens tog mod Hårlev, Faxe Ladeplads og Rødvig. S-banens depotspor ligger nord for perronanlæggene.
Sammen med S-banen fik Køge en trafikløsning, som viste sig fremtidssikret, men det havde også været meget dyrt: S-banens indføring til Køge inklusive stationens flytning/ombygning løb op i 160 millioner kroner, eller ca. 40 millioner pr. km - resten af S-banen mellem Solrød Strand og Ølby kostede "kun" ca. 15 millioner pr. km inkl. stationsanlæg.
Oprindeligt var det planen, at S-banen skulle indvies i december 1983, men det var muligt at fremskynde de sidste anlægsarbejder, hvorfor banen kunne tages i brug allerede ved køreplansskiftet (til vinterkøreplan) den 25. september 1983. Det var nu fjerde gang, at Dronning Margrethe II under stor folkelig festivitas indviede en etape på banen. Indvielsestoget kørte den 24. september 1983 hele strækningen fra København H, men centrum for festlighederne var de tre nye stationer. Længden af S-togsnettet var nu øget med 9,7 km.

## Betjening
Banen betjenes af to linjer i den normale driftstid:
- Farum – København H – Hundige (- Køge)

På hverdage køres hvert tiende minut i dagtimerne mellem Farum og Hundige. Om aftenen køres hvert tyvende minut mellem Farum og Køge. I weekenderne køres hvert tiende minut i dagtimerne og hvert tyvende minut om aftenen mellem Farum og Køge. Linjen stopper ved alle stationer undervejs.
- Hillerød – København H – Køge

Kører kun i dagtimerne på hverdage hvor der køres hvert tiende minut. Der køres uden stop Holte - Lyngby, Jægersborg - Hellerup, København Syd – Ishøj.
Nat efter fredag og lørdag betjenes banen af
- Farum – København H – Køge

Stopper ved alle stationer. Kører hver halve time.

## Stationer
Forkortelserne er de interne stationsforkortelser, der benyttes hos blandt andre Banedanmark og DSB. Afstand i km er målt fra København H. Linjer er i dagtimerne mandag-fredag, idet linje A dog ender ved Hundige udenfor morgenmyldretiden.
| Navn           | Fork. | km   | Linjer | Åbnet              | S-tog              | Kommentarer |
| -------------- | ----- | ---- | ------ | ------------------ | ------------------ | --- |
| København H    | Kh    | 0,0  |        | 30. november 1911  | 15. maj 1934       | Hovedbanegården; Skift til andre S-tog, regionaltog, fjerntog og internationale tog. Busterminal; Skift til linje 2A, 5C, 7A, 250S                                                                                                  |
| Dybbølsbro     | Dbt   | 0,9  |        | 1. november 1934   | 1. november 1934   | Også S-tog til Høje Taastrup og Frederikssund. |
| Skelbæk        | Slb   | 1,3  | –      | 1. oktober 1972    | 1. oktober 1972    | Teknisk station for tog retning fra Dybbølsbro, hvor banen deler til Køge Bugt-banen og Vestbanen. I modsat retning køres parallelt med Vestbanen til København H. Har sidespor til banedepot og spor til Kødbyen                   |
| Bavnehøj       | Ban   | 2,4  | –      | 1. oktober 1972    | 1. oktober 1972    | Transversalstation. Stationen var oprindelig beregnet til at trinvis føre godsvogne til/fra Carlsberg Station og Kødbyen via et spor imellem S-banesporen. Sporet blev fjernet, da sporene blev omlagt ved bygning af Øresundsbanen |
| Sydhavn        | Syv   | 2,9  |        | 1. oktober 1972    | 1. oktober 1972    | Skift til linje 9A |
| Sjælør         | Sjæ   | 3,8  |        | 1. oktober 1972    | 1. oktober 1972    | Skift til linje 7A |
| København Syd  | Nel   | 4,4  |        | 6. januar 2007     | 6. januar 2007     | Skift til Ringbanen |
| Ellebjerg      | Elb   |      | –      | 1. oktober 1972    | 1. oktober 1972    | Lukket 6. januar 2007 |
| Åmarken        | Åm    | 6,3  |        | 1. oktober 1972    | 1. oktober 1972    | |
| Friheden       | Frh   | 7,8  |        | 1. oktober 1972    | 1. oktober 1972    | Skift til linje 4A, 200S |
| Avedøre        | Avø   | 9,6  |        | 1. oktober 1972    | 1. oktober 1972    | Skift til linje 1A |
| Brøndby Strand | Bsa   | 11,9 |        | 1. oktober 1972    | 1. oktober 1972    | Skift til linje 500S |
| Vallensbæk     | Vlb   | 14,1 |        | 1. oktober 1972    | 1. oktober 1972    | |
| Ishøj          | Ih    | 16,4 |        | 26. september 1976 | 26. september 1976 | Skift til linje 300S, 400S |
| Hundige        | Und   | 18,7 |        | 26. september 1976 | 26. september 1976 | Endestation for linje A ; busterminal; Skift til linje 400S, 600S |
| Greve          | Gre   | 21,8 |        | 30. september 1979 | 30. september 1979 | Skift til linje 600S |
| Karlslunde     | Klu   | 24,2 |        | 30. september 1979 | 30. september 1979 | |
| Solrød Strand  | Sol   | 29,3 |        | 30. september 1979 | 30. september 1979 | Endestation for linje A mandag-fredag |
| Jersie         | Jsi   | 30,8 |        | 25. september 1983 | 25. september 1983 | |
| Ølsemagle      | Ølm   | 33,0 | –      | 25. september 1983 | 25. september 1983 | Transversalstation. |
| Køge Nord      | Kjn   | 35,3 |        | 1. juni 2019       | 1. juni 2019       | Skift til fjerntog mod hhv. Ringsted/Fyn/Jylland og København H/Nivå (via en 225 meter lang gangbro over motorvejen) |
| Ølby           | Ølb   | 36,3 |        | 25. september 1983 | 27. september 1992 | Skift til regionaltog (Lille Syd); Skift til linje 245R. Skift til regionaltog blev først muligt i september 1992 (indtil da standsede regionaltogene ikke i Ølby)                                                                  |
| Køge           | Kj    | 39,0 |        | 4. oktober 1870    | 25. september 1983 | Skift til regionaltog (Lille Syd), Østbanen. Busterminal; Skift til linje 101A, 102A |